# Родоніт
Родоні́т — мінерал класу силікатів, ланцюжкової будови з групи піроксеноїдів.

## Етимологія та історія
Назва — від грецького «родон» — троянда. Синоніми — германіт, гетероклін, капнікіт, манґаноліт, орлець, пайсберґіт.
Назва «родоніт» походить з давньогрецької мови. Це слово зустрічається там в аттичному діалекті як ῥόδον [rʰódon] або в еолійському діалекті βρόδον [brʰódon] «троянда (запах)» і вже в мікенській грецькій мові як [wo-do-we] /u̯rodóu̯en/ «розовий/троянда — запашний». Воно зустрічається у латинській мові як «rosa» і перейшло через латинь у німецьке слово «rose».
Мінерал вперше був науково описаний у 1819 році Крістофом Фрідріхом Яше, який назвав його на честь грецького слова «троянда» через його колір. Типовим місцем розташування є марганцева шахта Шевенгольц поблизу Ельбінгероде (Гарц) у комплексі Ельбінгероде в землі Саксонія-Ангальт.

## Загальний опис
Хімічна формула:
1. За Є. Лазаренком: (Mn, Ca)5[Si5O15].
2. За Г.Штрюбелем, З.Х Ціммером: CaMn4[Si5O15].
3. За «Fleischer's Glossary» (2022): (Mn, Fe, Mg, Ca)SiO3.

Склад у % (з Турину, Італія): MnO — 48,7; CaO — 4,51; SiO2 — 44,27.
Сингонія триклінна. Пінакоїдальний вид.
Форми виділення: масивні щільні або зернисті, шпатовидні, крупнокристалічні агрегати з неоднорідною текстурою, щільні тонкозернисті маси, ізометричні таблитчасті і призматичні кристали, рідше променисті агрегати.
Густина 3,4-3,7.
Твердість 5,5-6,75.
Рожевого, іноді рожево-сірого кольору.
Блиск скляний. На площині спайності — перламутровий полиск.
Різновид родоніту — фоулерит — має підвищений вміст ZnO (до 12 %). Крихкий.
Поширений мінерал метаморфізованих манґанових руд.
Використовують як виробне каміння; продукти вивітрювання — як манґанову руду.
Асоціація: кальцит, вілеміт, франклініт, алеганьїт, тефроїт, галаксит, грюнерит, магнетит.

## Розповсюдження
Родоніт зазвичай утворюється в метаморфічних породах як вторинний мінерал, що складається з силікату марганцю. Його також можна знайти в гідротермальних породах і у вигляді мінеральних включень у пегматитах.
Знахідки родоніту поширені — станом на 2019 рік задокументовано близько 1000 місць його локалізації. Зокрема: численні місця в Німечині — Вестфалія, Східний Гарц, у Саксонії-Анхальті в долині Зенгельбах поблизу Бізенроде в землі Мансфельдер (ФРН), Розіа Монтана (Румунія), Урал (РФ), Оуру Прету (Бразилія). В Україні зустрічається в Карпатах.
Інші відомі локалітети включають Аргентину; в кількох округах Нового Південного Уельсу в Австралії; Болівія; Греція; Англія та Уельс у Великій Британії; Індія; Індонезія; в кількох регіонах Італії; Хоккайдо, Хонсю, Кюсю, Сікоку і острови Нансей в Японії; Канада; Киргизстан; Толіара на Мадагаскарі; кілька регіонів Мексики; поблизу Грутфонтейна в Намібії; Отаго в Новій Зеландії; Північна Корея; Норвегія; кілька регіонів Перу; на філіппінському острові Лусон; біля Каштру-Верде в Португалії; на кількох об'єктах у регіонах Каринтія, Зальцбург, Штирія та Тіроль в Австрії; Румунія; Саудівська Аравія; кілька регіонів Швеції; у швейцарських кантонах Граубюнден, Урі та Вале; Банська Бистриця та Кошице в Словаччині; Південна Африка; Андалусія і Каталонія в Іспанії; Тайвань; Богемія в Чехії; Туреччина; і в багатьох регіонах США.

## Застосування
Багата гамма кольорів мінералу — від блідо-рожевого до яскраво-червоного кольору, часто з чорними або темно-сірими поглибленнями, які є оксидами марганцю — надає родоніту привабливий зовнішній вигляд, завдяки чому його цінується як колекційний мінерал, сировина для виготовлення ювелірних виробів (намиста, браслети, сережки чи каблучки тощо).

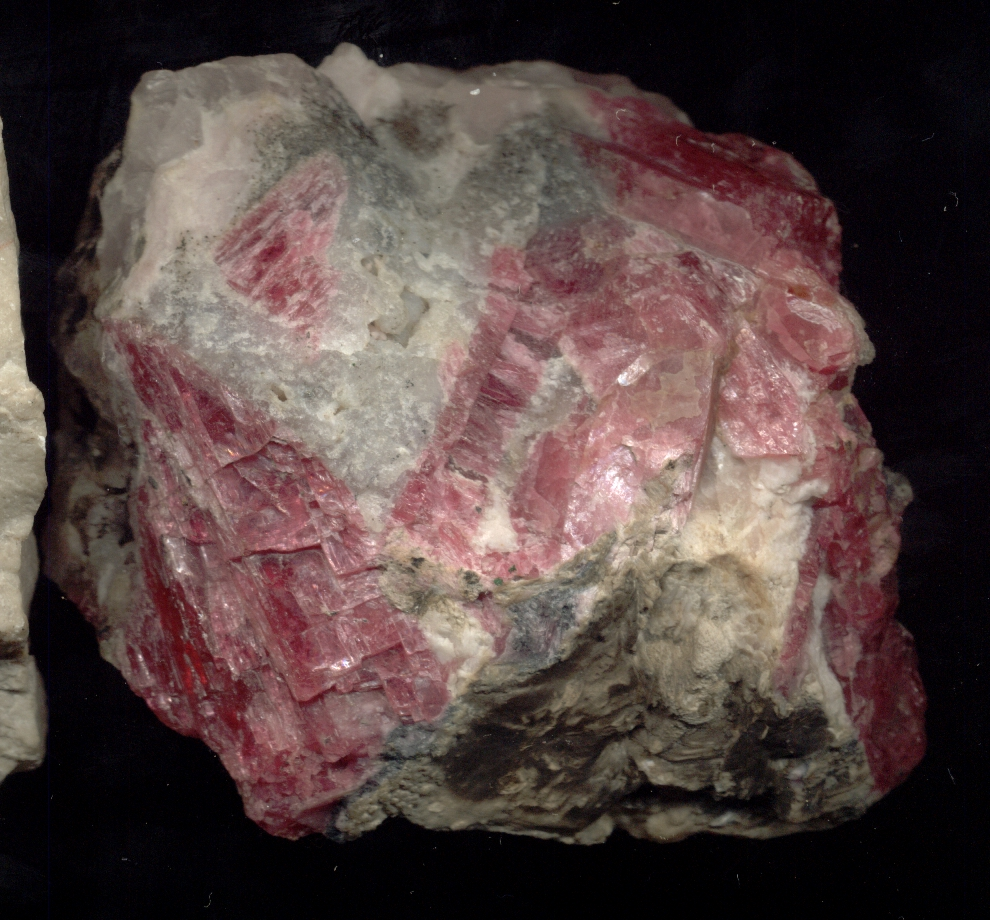
Кристали родоніту в породі
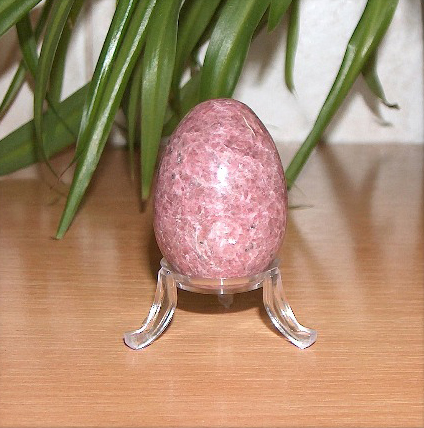
Яйце з родоніту
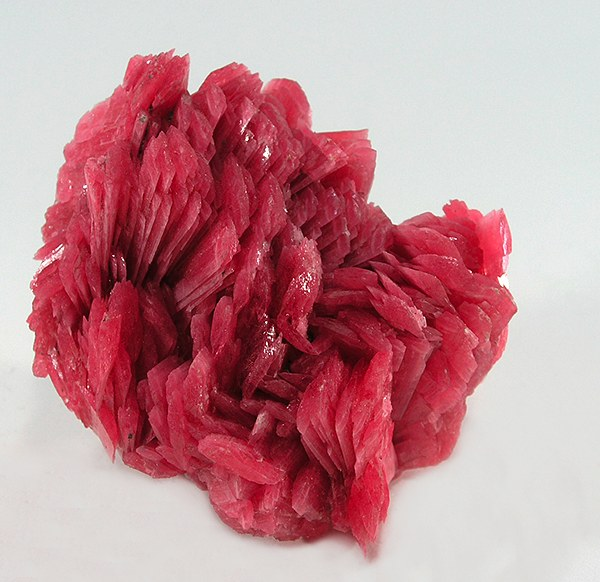
Родоніт, Перу
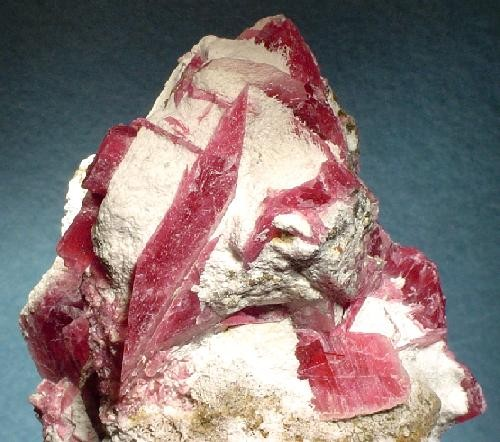